# Козинка (озеро)
Козинка — озеро в России, в Ростовской области. Расположено в центральной части Кумо-Манычской впадины, в ложбине, севернее реки Маныч. Относится к бассейну реки Маныч.
В настоящее время озеро является заливом Пролетарского водохранилища. В конце 1970-х годов на озере Козинка был создан рыбхоз, озеро было разделено дамбами, ограничившими поступление пресной воды из основной части Пролетарского водохранилища и Донского магистрального канала. В результате часть озера засолонилась, часть высохла. На озере Козинка имеется много островов, часть из которых (на пресных прудах) заросла тростником, часть (на соленых прудах) остепнена и поросла тамариксом. Некоторые острова имеют илистые отмели. До затопления площадь поверхности озера составляла 5,75 км², водосборная площадь — 10,4 км².